# Plum Grove
Plum Grove és una població dels Estats Units a l'estat de Texas. Segons el cens del 2000 tenia 930 habitants.

## Demografia
Segons el cens del 2000, Plum Grove tenia 930 habitants, 284 habitatges, i 230 famílies. La densitat de població era de 49,1 habitants/km².
Dels 284 habitatges en un 50,4% hi vivien nens de menys de 18 anys, en un 69% hi vivien parelles casades, en un 6% dones solteres, i en un 18,7% no eren unitats familiars. En el 15,8% dels habitatges hi vivien persones soles el 4,2% de les quals corresponia a persones de 65 anys o més que vivien soles. El nombre mitjà de persones vivint en cada habitatge era de 3,27 i el nombre mitjà de persones que vivien en cada família era de 3,65.
Per edats la població es repartia de la següent manera: un 36,1% tenia menys de 18 anys, un 9,7% entre 18 i 24, un 33,2% entre 25 i 44, un 16,8% de 45 a 60 i un 4,2% 65 anys o més.
L'edat mediana era de 28 anys. Per cada 100 dones de 18 o més anys hi havia 104,8 homes.
La renda mediana per habitatge era de 42.232 $ i la renda mediana per família de 44.792 $. Els homes tenien una renda mediana de 38.182 $ mentre que les dones 21.250 $. La renda per capita de la població era de 12.917 $. Aproximadament el 10,8% de les famílies i el 12,7% de la població estaven per davall del llindar de pobresa.

## Poblacions més properes
El següent diagrama mostra les poblacions més properes.